# اینتگرا ایر
اینتگرا ایر (به انگلیسی: Integra Air) یک شرکت هواپیمایی است که در ۱۹۹۸ میلادی تأسیس شده‌است. دفتر مرکزی اینتگرا ایر در لث‌بریج، آلبرتا واقع شده‌است و قطب این شرکت هواپیمایی در لث‌بریج قرار دارد و به ۳ مقصد، پرواز انجام می‌دهد.